# Evangelische Kirche (Wadern)

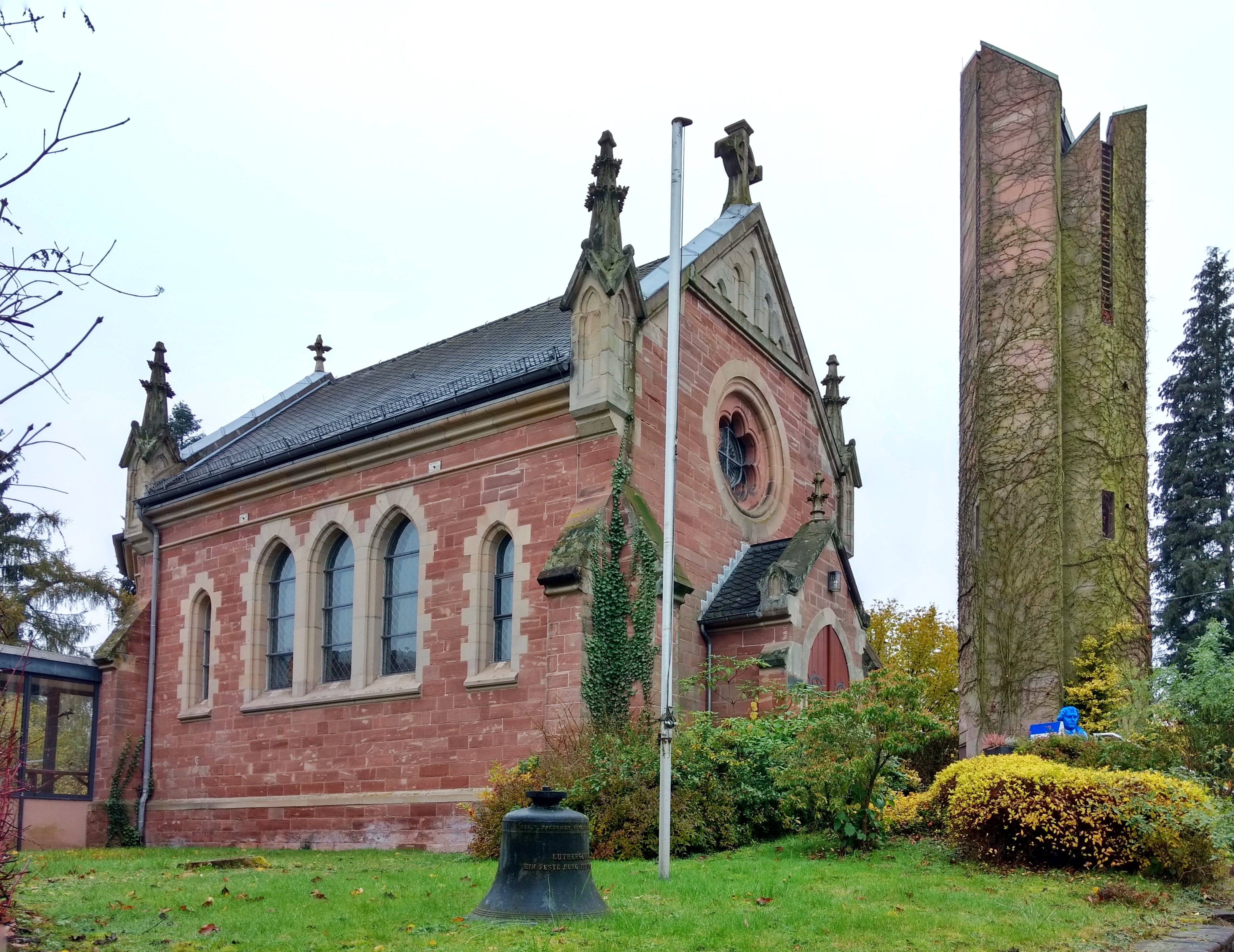
Evangelische Kirche in Wadern

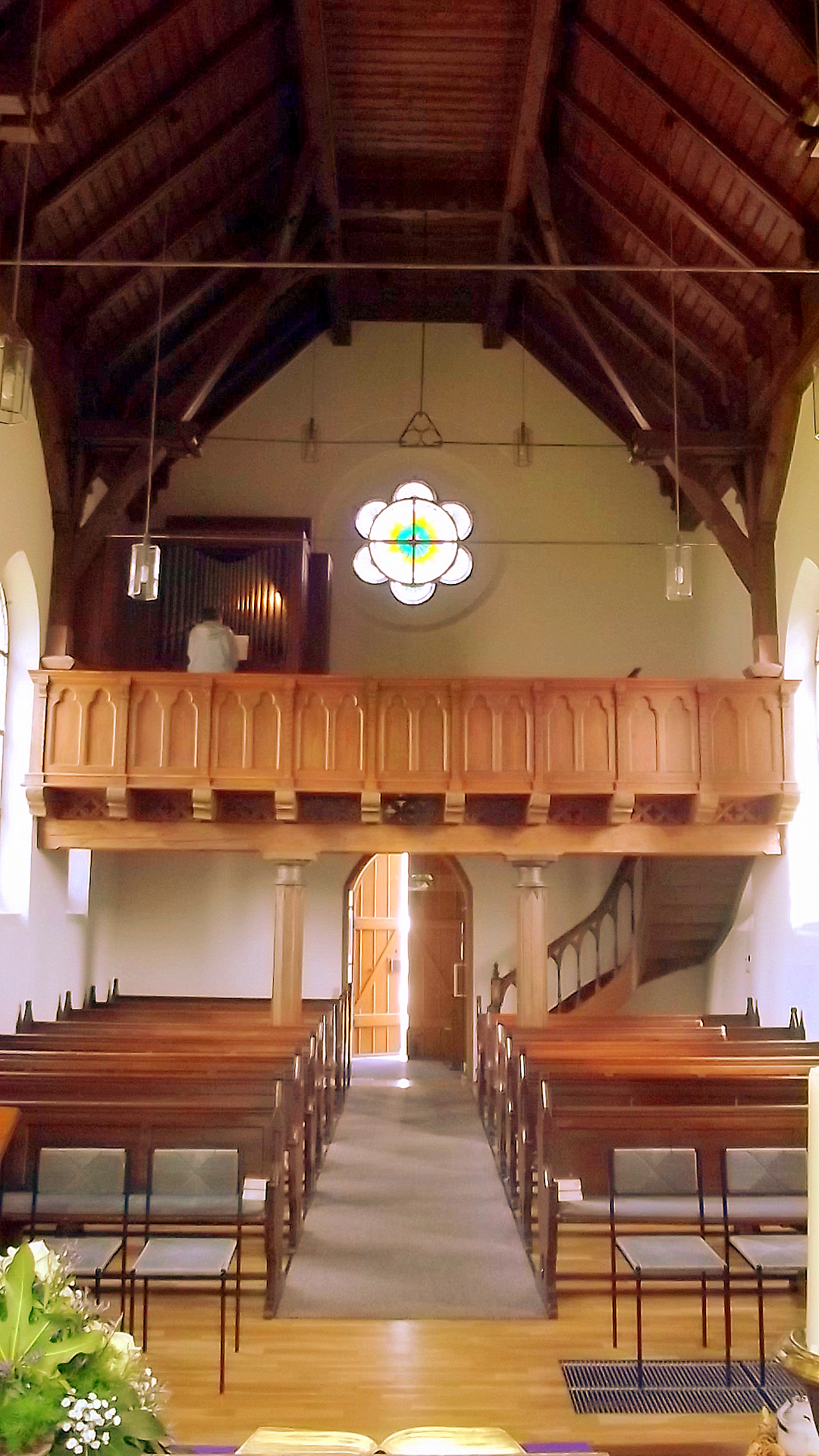
Blick zur Orgelempore

Die Evangelische Kirche Wadern ist die Kirche der Evangelischen Kirchengemeinde Wadern-Losheim im Kirchenkreis Saar-West der Evangelischen Kirche im Rheinland.

## Geschichte
Seit 1851 wurde zunächst eine einfache Gerichtsstube von der evangelischen Gemeinde für Gottesdienste genutzt. Aufgrund des Anwachsens der Gemeinde begann man 1895 mit dem Bau der heutigen Kirche in der Kräwigstraße, der am 30. September 1896 eingeweiht wurde. 
Im Zweiten Weltkrieg wurden durch Bomben das benachbarte Pfarrhaus sowie die Bleifenster der Kirche zerstört.
Mitte der 1960er Jahre wurde die Kirche umfassend renoviert. Zunächst wurden 1965 neue bleiverglaste Chorfenster eingebaut; in den Jahren 1966/1967 folgte die Errichtung des freistehenden Glockenturmes sowie der heutigen Sakristei. Letztere wurde bei einer weiteren grundlegenden Renovierung der Kirche 1993/1994 erweitert.

## Architektur
Der einfache im Stil des Historismus erbaute Kirchenraum greift auf Stilmerkmale der Gotik zurück. Im Süden schließt sich an den rechteckigen Kirchenraum ein fünfseitiger, polygonalen Chor als Apsis an. Der freistehende Glockenturm orientiert sich seiner Erbauungszeit nach am Stil der 1960er Jahre. 

### Orgel
Die Orgel wurde 1955 als Opus 20 von der Firma Karl Schuke (Berlin) erbaut und besitzt sieben Register auf einem Manual und Pedal. Die Disposition ist wie folgt:
| I Hauptwerk C–f3 |                    |    |
| 1.               | Gedackt            | 8′ |
| 2.               | Prinzipal          | 4′ |
| 3.               | Rohrflöte          | 4′ |
| 4.               | Sesquialter II B/D |    |
| 5.               | Waldflöte          | 2′ |
| 6.               | Scharff III        |    |

| Pedal C–f1 |        |     |
| 7.         | Pommer | 16′ |

- Koppeln: I/P